# Chainse
Le chainse, de l’ancien français chainsil (qui désigne une toile blanche et fine de lin ou de chanvre) est un long vêtement de toile fine, principalement féminin, porté aux XIIe et XIIIe siècles, par-dessus la chemise.
Le terme reste en usage jusqu'au XVe siècle, mais une confusion s'établit avec le terme de chainsil dont il vient, et chainse désigne alors aussi la toile en elle-même.

## Sources
Maria Iliescu, Johannes Kramer et Guntram Plangg, Verbum Romanicum : Festschrift für Maria Iliescu, H. Buske, 1993, 378 p. (ISBN 978-3-87548-025-2)